# Едно разстроено куче
„Едно разстроено куче“ (на английски: A Mutt in a Rut) е американски късометражен анимационен филм от 1959 година на режисьора Робърт Маккимсън, епизод от сериите за Елмър Фъд, част от поредицата Шантави рисунки.

## Сюжет
Докато Елмър Фъд е на работа в събота сутринта, домашният му любимец, кучето Ровър гледа по телевизията любимото си шоу „Часът на любителите на кучета“. Поредният епизод го разстройва, защото водещият задава от екрана риторичния въпрос, който Ровър приема, че буквално е насочен към него, дали не е едно от онези кучета, които спят в студената колиба, докато господарят им се е завил в топлото легло. Също така в шоуто споменават, че когато кучетата остареят, често се случва господарите им да ги отведат на лов и те повече никога да не се завърнат. Дълбоко обезпокоен от чутото по телевизията, Ровър събаря снимката на Елмър и започва да я тъпче. След това разкъсва ботушите на Елмър и заедно с чехлите му ги отнася и изхвърля в кофата за боклук в задния двор. Ровър отива и се настанява в леглото на Елмър, който прибирайки се на обяд, след като вижда какво се е случило, вбесен изхвърля кучето на двора.
След известен размисъл, Елмър заключава, че странното поведение на Ровър може да се дължи на факта, че скоро не е ходил никъде. Той решава да го отведе на лов, нещото от което Ровър най-много се страхува след разказите по телевизията. Отказвайки първоначално да отиде, Ровър все пак тръгва, твърдо решен, че този който ще се завърне от лова ще е именно той. По време на лова, Ровър започва да залага всевъзможни капани, които ще наранят господаря му и ще гарантират собствената му сигурност.
Първоначално Ровър изчезва и когато Елмър тръгва да го търси, той грабва пушката му и се опитва да го застреля, но вместо това убива една мечка, която току-що излиза от пещерата когато Елмър преминава пред входа. Вярвайки, че му е спасил живота, Елмър иска да похвали Ровър, но не може да го намери, защото той се е скрил, за да подготви нов капан. Ровър се промъква зад гърба на Елмър, носейки кафез с дива котка в него, която трябва да нападне господаря му, но при отварянето на вратичката, тя се нахвърля на кучето. Нещастният и наивен Елмър открива ранения Ровър и го хвали за проявената смелост, неподозирайки, че всъщност той се опитва да го убие.
В последен отчаян опит да убие Елмър, Ровър заравя шашки динамит, но когато се опитва да взриви господаря си, детонатора отказва. Ровър избутва Елмър от пътя си и свързва оголените жици. Динамитът експлодира върху него. Елмър за пореден път похвалва Ровър за проявеното геройство и му обещава да го възнагради за това, че му е спасил живота. Ровър се засрамва и прекратява с опитите да премахне господаря си.
След като се прибират вкъщи, Елмър превързва ранения Ровър, пуска телевизора, настанява кучето на дивана и отива да вземе мляко. По телевизията отново върви любимото шоу на Ровър. Разгневен от неверните истории, които се разказват в него и които са станали причина за събитията от деня, Ровър става от дивана и накуцвайки напуска стаята.
Елмър се връща в хола и с изненада установява, че Ровър го няма. Той поглежда в телевизионния екран и втрещен вижда как Ровър се нахвърля върху водещия на шоуто.

## В ролите
Персонажите във филма са озвучени с гласовете на:
- Мел Бланк като Ровър, телевизионния водещ и дивата котка
- Артър Брайън като Елмър Фъд[1]